# Slot 2
Slot 2 – fizyczna i elektryczna specyfikacja 330-stykowego złącza krawędziowego wykorzystywanego przez niektóre procesory Intel Pentium II Xeon i Intel Pentium III Xeon.
Po wprowadzeniu na rynek, osadzane w złączu Slot 1 procesory Pentium II miały wyprzeć z rynku domowego, maszyn desktop i niższego segmentu SMP układy Intel Pentium i Intel Pentium Pro. Układ Intel Pentium II Xeon o przeznaczeniu dla wieloprocesorowych stacji roboczych i serwerów był w dużym stopniu zbliżony do Pentium II, bazując na tej samej mikroarchitekturze (P6, jądro Deschutes), oprócz szerszego wyboru wielkości pamięci podręcznej drugiego poziomu o pojemności od 512 do 2048 KB i faktu, że pamięć podręczna działała z pełną prędkością bezpośrednio w układzie, podczas gdy procesory Pentium II wykorzystywały tańsze układy SRAM firm trzecich, działające z połową prędkości procesora, co znacznie obniżało koszty produkcji układów.
Z uwagi na to, że projekt 242-stykowego złącza Slot 1 nie umożliwiał pamięci podręcznej drugiego poziomu pracy z pełną prędkością układu, opracowano rozszerzoną wersję slotu o 330 stykach. Slot 2 wykorzystywano z układami Intel Pentium II Xeon i początkowymi dwoma modelami Intel Pentium III Xeon o nazwach kodowych Tanner i Cascades. Slot 2 ostatecznie zastąpiono gniazdem Socket 370 przeznaczonym do układów Intel Pentium III z rdzeniem Tualatin. Niektóre układy z tym rdzeniem sprzedawano pod nazwą „Pentium III”, inne z nazwą „Xeon”, mimo że układy były identyczne.